# 缟狸亚科
缟狸亚科（学名：Hemigalinae）是食肉目灵猫科的一个亚科，分布于东南亚地区，包含以下4属：
- 缟灵猫属 Chrotogale
- 獭灵猫属 Cynogale
- 霍氏缟灵猫属 Diplogale
- 缟椰子猫属 Hemigalus